# Mozilla
A Mozilla é uma comunidade de software livre criada em 1998 por membros da Netscape. A comunidade Mozilla usa, desenvolve, divulga e suporta os produtos Mozilla, assim promovendo exclusivamente software livre e padrões abertos, com algumas exceções. A comunidade é suportada institucionalmente pela Mozilla Foundation e a sua subsidiária contribuinte, a Mozilla Corporation.
A Mozilla desenvolve e publica o navegador web Firefox, o cliente de e-mail Thunderbird, o sistema operacional móvel Firefox OS, o sistema de rastreamento de bugs Bugzilla, o motor de layout Gecko e outros projetos.

## História
Em 23 de janeiro de 1998, a Netscape fez dois anúncios: o primeiro, que o Netscape Communicator seria gratuito; segundo, que seu código-fonte seria livre. Um dia depois, Jamie Zawinski, da Netscape, registrou o domínio mozilla.org. O projeto foi batizado como Mozilla em referência ao codinome original do navegador Netscape Navigator, que é uma palavra-valise de "Mosaic e Godzilla", e usado para coordenar o desenvolvimento da Mozilla Application Suite, a versão de código aberto do software de internet da Netscape e o Netscape Communicator. Jamie Zawinski afirmou que ele apresentou o nome "Mozilla" em uma reunião de pessoal da Netscape. Um pequeno grupo de empregados da Netscape foi responsável pela coordenação da nova comunidade.

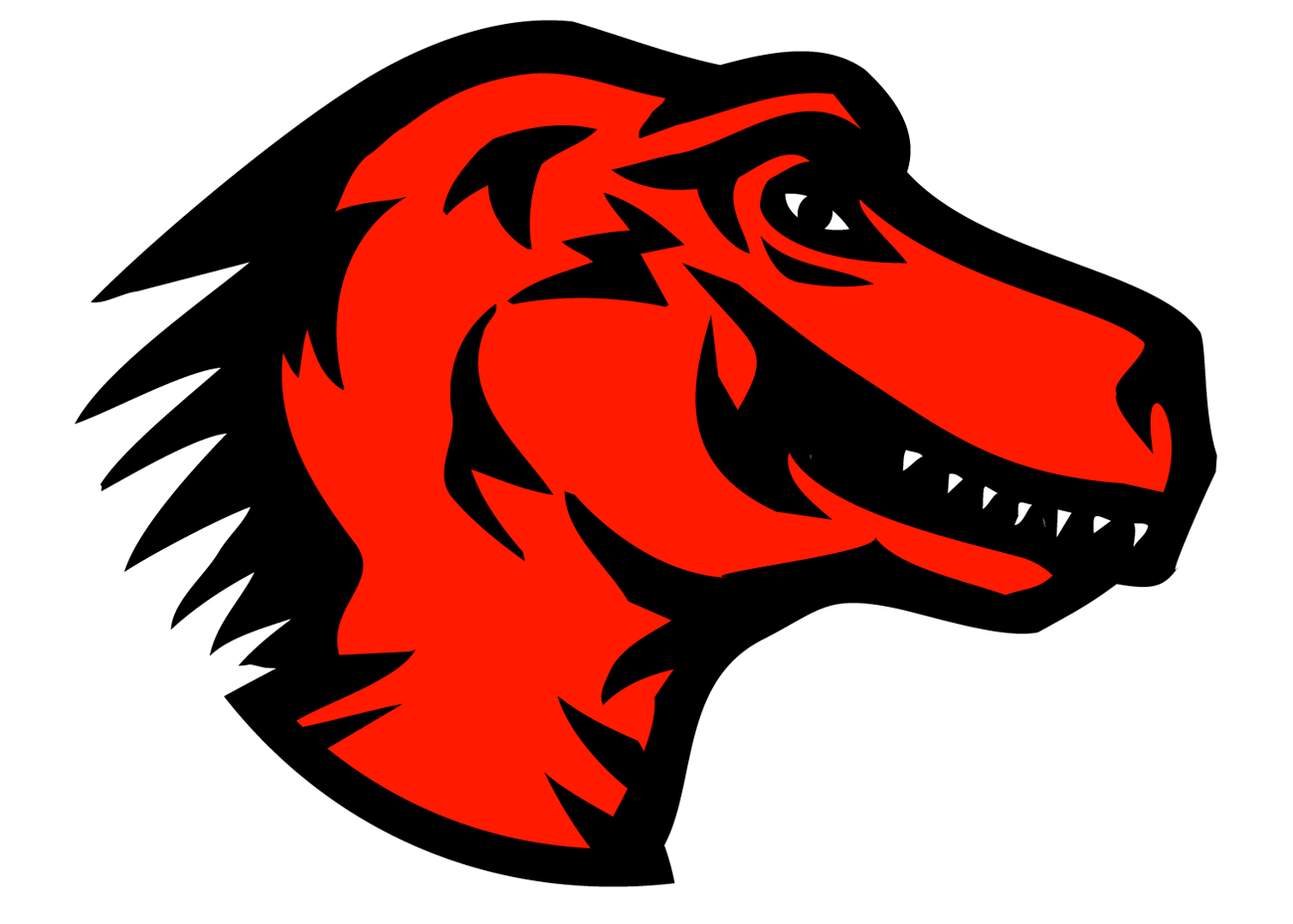
O logo anterior da Mozilla, como desenhado por Shepard Fairey em 1998

Originalmente, a Mozilla pretendia ser uma provedora de tecnologia para empresas, tal como a Netscape, que comercializaria seu código aberto. Quando a AOL (proprietária da Netscape) reduziu o seu envolvimento com a Mozilla em julho de 2003, a Mozilla Foundation foi designada como o administradora legal do projeto. Logo depois, a Mozilla depreciou a suíte Mozilla Suite em favor de criar aplicações independentes para cada função, principalmente o navegador web Firefox e o cliente de e-mail Thunderbird, e moveu-se para fornecê-los diretamente ao público.
Recentemente, as atividades da Mozilla expandiram para incluir o Firefox em plataformas móveis (primariamente Android), um SO móvel chamado Firefox OS (projeto que foi posteriormente descontinuado), um sistema de identificação baseada na web chamada Mozilla Persona, uma loja de aplicativos HTML5, uma VPN e outros projetos de inovação, tal como o Common Voice que visa gerar um banco de dados aberto e colaborativo com modelos de vozes para aprendizado de máquina.
Em um relatório divulgado em novembro de 2012, a Mozilla informou que sua receita total para 2011 foi de 163 milhões de dólares, o que representa um aumento de 33% em relação aos 123 milhões de dólares em 2010. A Mozilla observou que cerca de 85% de sua receita vem do contrato com o Google.
No final de 2013, a Mozilla anunciou um acordo com a Cisco Systems através do qual o Firefox iria baixar e usar uma compilação binária fornecida pela Cisco de um codec de código aberto para reproduzir o formato de vídeo proprietário H.264. Como parte do negócio, a Cisco pagaria quaisquer taxas de licenciamento de patentes associadas aos binários que distribui. O CTO da Mozilla, Brendan Eich, reconheceu que esta "não é uma solução completa" e não é "perfeita". Um funcionário na equipe de formatos de vídeo da Mozilla, escrevendo de forma não-oficial, justificou a necessidade de manter sua grande base de usuários, o que seria necessário em futuras batalhas para formatos de vídeo verdadeiramente livres.
Em dezembro de 2013, a Mozilla anunciou financiamento para o desenvolvimento de jogos não-livres através do Game Creator Challenge. No entanto, mesmo aqueles jogos que podem ser liberados sob um software não-livre ou com licença de código aberto devem ser feitos com tecnologias abertas da web e JavaScript de acordo com os critérios de trabalho descritos no anúncio.
Em janeiro de 2017, a empresa aposentou o seu logotipo de dinossauro em favor de um novo logo que inclui a sequência de caracteres "://" de uma URL, renovando-o como "moz://a".
Em 2020, a Mozilla anunciou que demitiria 25% dos seus quase 1000 empregados para reduzir custos. O market share do Firefox caiu de 30% para 4% desde 2010. Apesar disso, o salário dos executivos aumentou 400%, sendo que Mitchell Baker, a principal executiva da Mozilla, recebeu um salário de 2,4 milhões de dólares em 2018. Em dezembro de 2020, a Mozilla fechou seu escritório em Mountain View.
Em maio de 2023, a Mozilla adquiriu a FakeSpot, uma empresa que fornece uma extensão para navegadores que detecta avaliações falsas em sites de vendas online, como a Amazon, e providencia um score "justo" dos produtos. A FakeSpot coleta e vende dados dos usuários a terceiros, como histórico de compras e localização.
Em janeiro de 2024, a Mozilla aumentou em 20% o salário de sua CEO, Mitchell Baker para $6.903.089, enquanto a fatia de mercado do navegador caía. Em fevereiro do mesmo ano, a Mozilla demitiu 60 funcionários. Em junho em 2024, a Mozilla é processada por discriminação após ter ameaçado demitir um funcionário diante de um diagnóstico de câncer.ind
Ainda em junho de 2024, a Mozilla anunciou parceria com empresas de AI como Google e OpenAI, integrando seus chatbots ao seu navegador Firefox.
Ainda em junho de 2024, a Mozilla adquiriu a Anonym, uma empresa de publicidade online. Em julho do mesmo ano, a Mozilla passou a coletar dados dos usuários do Firefox para publicidade silenciosamente, o que lhe rendeu críticas. A Mozilla afirma que os dados são anonimizados e que protege a privacidade de seus usuários.

## Software

### Firefox

Logo do Firefox

O Firefox é um navegador web e o principal produto de software da Mozilla. Está disponível em versões para desktop e dispositivos móveis. O Firefox usa o motor de layout Gecko para renderizar páginas da web, que implementa padrões web atuais e antecipados. No final de 2015, o Firefox tinha aproximadamente 10-11% da quota de mercado dos navegadores web em todo o mundo, tornando-se o quarto navegador mais usado.
O Firefox se originou-se de uma ramificação do código base da Mozilla por Dave Hyatt, Joe Hewitt e Blake Ross. Eles acreditaram que os requerimentos comerciais do patrocínio da Netscape e recursos característicos voltados aos desenvolvedores comprometeram a utilidade do navegador Mozilla. Para combater o que eles viram como um inchaço de software na Mozilla Suite, eles criaram um navegador web separado com a intenção de substituir a suíte Mozilla.
O Firefox foi originalmente batizado como Phoenix mas o nome foi mudada para evitar conflitos de marca registrada com a Phoenix Technologies. O substituto inicialmente anunciado, Firebird, provocou objeções da comunidade do projeto Firebird. O nome atual, Firefox, foi escolhido em 9 de fevereiro de 2004.

### Firefox Mobile
O Firefox Mobile (codinomeado Fennec) é a versão do navegador web Mozilla Firefox para dispositivos como smartphones e tablets.
O Firefox Mobile usa o mesmo motor de layout Gecko tal como o Mozilla Firefox. Por exemplo, a versão 1.0 usou o mesmo motor que o Firefox 3.6, e o lançamento seguinte, 4.0, compartilhou código com o Firefox 4.0. Seus recursos incluem suporte para HTML5, Firefox Sync, suporte para extensões e navegação por abas.
O Firefox Mobile está atualmente disponível para dispositivos Android 4.0.3 ou superior com um processador ARMv7 ou x86. Tristan Nitot, presidente da Mozilla Europe, disse que uma versão para iPhone ou BlackBerry será dificilmente lançada, citando as política de aprovações do iTunes Store da Apple (que proíbem as aplicações que competem com a própria Apple, e proíbem os motores que executam o código baixado) e o sistema operacional limitado da BlackBerry como os motivos.

### Firefox OS
O Firefox OS (nome de projeto: Boot to Gecko, também conhecido como B2G) foi um projeto sistema operacional de código aberto desenvolvido pela Mozilla que visava suportar aplicativos HTML5 escritos usando tecnologias "abertas da web" ao invés de APIs nativas específicas de plataforma. O conceito por trás do Firefox OS foi de que todos os softwares acessíveis ao usuário seriam aplicativos HTML5, usando APIs abertas da web para acessar o hardware do dispositivo diretamente através de JavaScript. Alguns dispositivos usando este SO incluíram o Alcatel One Touch Fire, o ZTE Open e o LG Fireweb. O projeto foi descontinuado em maio de 2016.

### Thunderbird
O Thunderbird é um cliente de e-mail e grupos de notícias livre, de código aberto, e multiplataforma desenvolvido pela comunidade da Mozilla.
Em 16 de julho de 2012, Mitchell Baker anunciou que a liderança da Mozilla concluiu que a estabilidade permanente era a coisa mais importante para oThunderbird e que a inovação do projeto não era mais uma prioridade para a Mozilla. No anúncio, Baker ainda sugeriu que a Mozilla possui um caminho para a inovações em torno do Thunderbird caso seja de escolha da comunidade.

### SeaMonkey

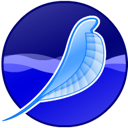
SeaMonkey logo

O SeaMonkey (sucessora da Mozilla Application Suite) é uma suíte de internet multiplataforma livre e de código aberto nos quais os componentes do software incluem um navegador web, uma cliente para enviar e receber mensagens de e-mail e grupos de notícias Usenet, um editor de HTML (Mozilla Composer) e o cliente de IRC ChatZilla.
Em de 10 de março de 2005, a Mozilla Foundation anunciou que não iria mais lançar mais nenhuma versão oficial da Mozilla Application Suite acima de 1.7.x, desde que a fundação se foca nas aplicações separadas Firefox e Thunderbird. O SeaMonkey é mantido pelo SeaMonkey Council, que registrou a marca SeaMonkey com ajuda da Mozilla Foundation. A Mozilla Foundation fornece hospedagem do projeto para os desenvolvedores do SeaMonkey.